# 統一戦線 (中国)
統一戦線 (中国)は、中国共産党（CCP）が、自らの利益を推進するために影響下または支配下に置いた団体や主要人物のネットワークを利用する政治戦略である。歴史的には人民戦線の一種であり、8つの合法的に認められた政党 (中国)や人民団体を含み、これらは名目上全国人民代表大会や中国人民政治協商会議（CPPCC）に代表を有している。 中国共産党中央委員会総書記である習近平の下で、統一戦線とその影響対象は規模と範囲を拡大している。
統一戦線の組織は主に中国共産党中央統一戦線工作部（UFWD）が管理しているが、統一戦線戦略はUFWDのみに限定されない。すべての中国共産党幹部制度 (中国共産党)は「統一戦線工作」に従事することが求められている。CPPCCは統一戦線組織の中で最高位に位置し、この制度の中心とされる。中国国外では、この戦略は多くのフロント組織を伴い、それらは中国共産党との関係をぼかすか、過小評価する傾向がある。

## 歴史
1926年から1928年の北伐の期間、中国共産党（CCP）は国民党（KMT）とともに「国民革命統一戦線」（）を組織し、1931年から1937年の中華ソビエト共和国時代には「工農民主統一戦線」（）を結成した。毛沢東は当初、「抗日民族統一戦線」（）を推進した。
1935年末、コミンテルン（共産主義インターナショナル）はCCPに対し、可能な限り広範な反ファシスト統一戦線を構築するよう指示した。(p15)
1935年12月の会議で、中国共産党中央政治局は、大日本帝国に反対するすべての国家、政党、個人と理解を深め、妥協を図り、関係を築くことを決議した。(p15)
統一戦線は1946年に「現在の形態」を取るようになった。
これは、中国共産党が国共内戦で国民党の中華民国国民政府（指導者：蔣介石）を打倒する3年前のことである。毛沢東は統一戦線を、レーニン主義の中国共産党や紅軍と並ぶ「三大法宝」の一つとして評価し、中国共産革命における役割を認めた。
習近平の第2期政権下で、国家宗教事務局、国家民族事務委員会、および僑務弁公室は、習による多くの国家権限のCCPへの統合の一環として、統一戦線工作部（UFWD）の下に再編された。

## 機関
統一戦線に歴史的に関連する2つの機関は、中国共産党中央統一戦線工作部と中国人民政治協商会議（CPPCC）である。Yi-Zheng Lianによれば、これらの機関は「西側諸国には同等の組織が存在しないため、中国国外ではしばしば十分に理解されていない」。
中国国内では、公式の統一戦線組織の指導者はCCPによって選出されるか、自らがCCPのメンバーである。
実際には、統一戦線の加盟政党や提携する人民団体はCCPに従属しており、その存続の条件としてCCPの「前衛党」の役割を受け入れなければならない。

### 統一戦線工作部

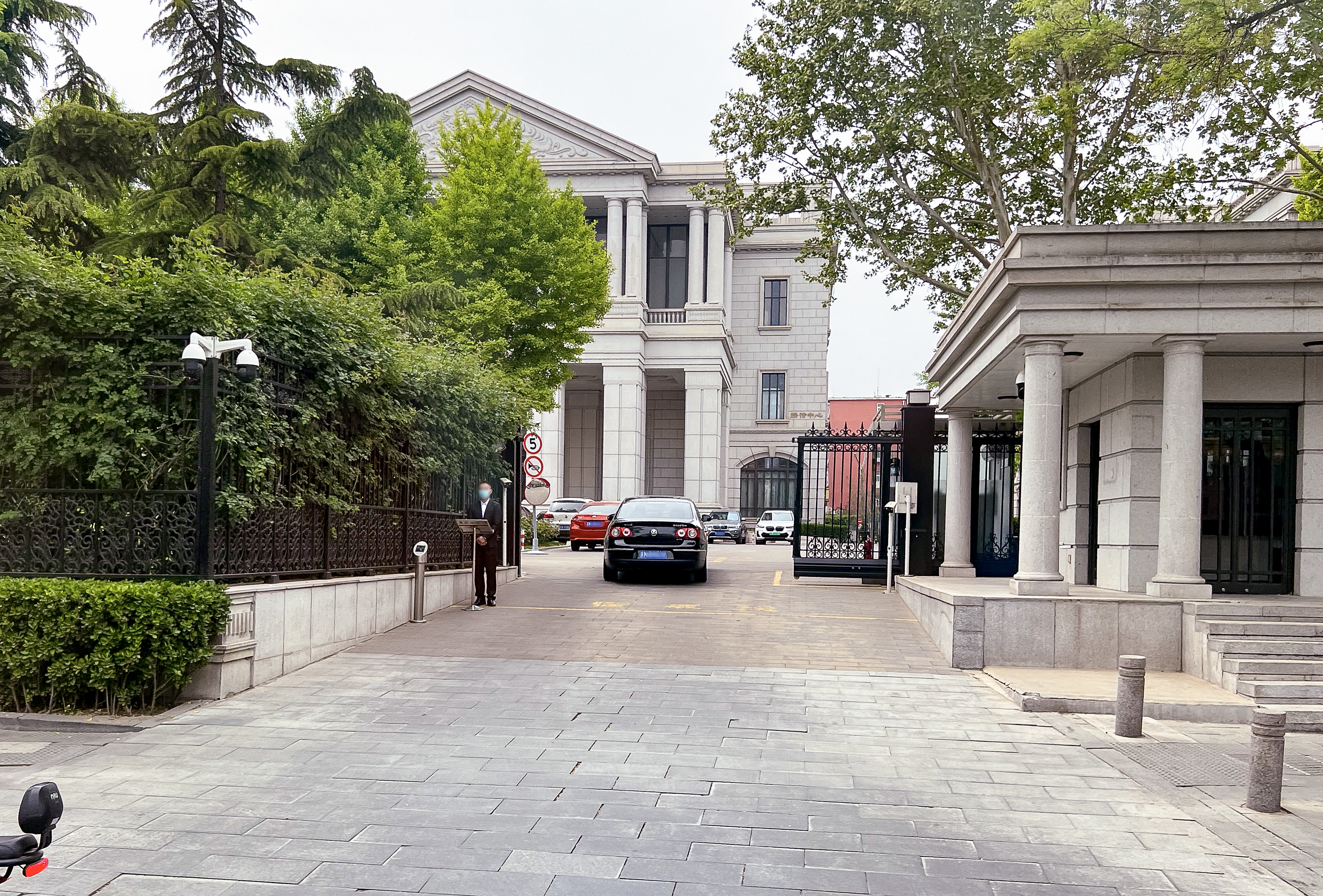
北京にある統一戦線工作部本部の入口

統一戦線工作部は、中国共産党中央委員会書記処のトップが率いており、中国共産党中央委員会の指導下にある。これは、複数の国にあるフロント組織やその関連団体を監督しており、例えば中国学生学者連合会は、西側諸国で学ぶ、または在住する中国人学生や学者を表向きには支援しているが、実際には中華人民共和国のために「民間外交」を行うよう促している。

## 活動
統一戦線は、中国共産党がその直接的な関係を目立たせずに、自らの影響力を周囲以外にまで及ぼすために用いてきた政治戦略である。 理論上は、統一戦線はフロント組織や非共産勢力に社会的な発言の場を与えるために存在していた。 歴史的に、中国共産党は浸透戦術を通じて非共産組織を取り込み、統一戦線の一部として再利用してきた。
しかし、学者たちは現代の統一戦線を、中国共産党のためにさまざまな種類の監視活動や政治戦を行う複雑な組織ネットワークとして描写している。
アジア・ソサエティのNeil Thomasによれば、統一戦線工作は主に国内向けであり、彼はこれを「中国の国境を越えて触手を伸ばす国内装置」と表現している。
学者のジチャン・ルルは、海外の統一戦線組織が「民主的統治構造を再利用して、域外影響のための道具として機能させている」と指摘している。
学者のマーティン・ソーリーは、統一戦線の「主な目的は党への脅威を無力化し、党にとって望ましい状況を確保することだ」と述べている。
さらに、中国国内または中国と関係のある多くの非政府組織は、中国共産党の統一戦線体制の下で組織された政府組織型非政府組織（GONGO）であると説明されている。
米中経済安全保障調査委員会による2018年の報告書によれば、「統一戦線工作は北京の望む世界的な物語を推進し、自由で開かれた社会に住む人々に自己検閲を促し、中国共産党に不利な問題を避けさせ、北京の政策に批判的な団体を嫌がらせや弱体化によって抑圧する」ものである。
学者のアン＝マリー・ブレイディによれば、「統一戦線工作は、（程度の差はあれ）すべての中国共産党機関の任務であり、またすべての党員の基本的任務である」。
ほぼすべての中国大使館には、統一戦線工作を正式に担当する職員が含まれている。
大使館や領事館はまた、統一戦線工作に従事する「領事ボランティア」のネットワークも維持している。
学者のジェフリー・ストフは、中国共産党の「影響力装置は、世界的な技術移転体制と交差、または直接支援している」とも主張している。
2019年には、複数の機関にまたがる統一戦線の総予算は26億米ドルを超えると推定され、中国外交部の予算を上回った。
台湾の大陸委員会 (台湾)によれば、統一戦線はネット著名人を利用して、ソーシャルメディア上で浸透工作を行っている。
統一戦線組織はまた、複数の国で三合会 (組織犯罪)とも関係しているとされる。
2020年1月以降、カナダや他国の統一戦線関連組織は、COVID-19 pandemic in mainland Chinaに対応して個人用防護具を購入、備蓄、輸出するよう活動を開始した。 2020年9月、中国共産党は、地域の産業商業連合会内に党委員会を増設し、FICとCCPの間に特別な連絡窓口を設置することで、民間部門における統一戦線活動を強化すると発表した。
海外華人の郷里会は、統一戦線活動のためにしばしば育成される。 2023年のAPEC United States 2023サミット（サンフランシスコ）では、郷里会を含む統一戦線団体が中国大使館の職員と連携し、チベット人、ウイグル人、中国の反体制派抗議者に対する暴力を扇動した。

### 情報機関との関係
1939年、周恩来は「統一戦線の中に情報機関を組み込む」一方で「統一戦線を使って情報活動を推進する」と述べた。 オーストラリアの分析家Alex Joskeによれば、「統一戦線システムは、情報機関が自らの目的のために利用するネットワーク、カバー、組織を提供する」。Joskeはさらに「統一戦線のネットワークは、党に忠実な個人の集団で構成されており、秘密裏の採用に比較的応じやすいため、党のスパイにとって格好の機会である」と述べている。 ジェームスタウン財団のPeter Mattisは、「統一戦線団体は、極めて具体的に、国家安全省を隠すために利用される」と述べた。 フランスのジャーナリストRoger Faligotによれば、1989年天安門事件の後、統一戦線工作部や友好協会などの党組織が、情報活動のためのフロントとしてますます活用されるようになったという。

## 統一戦線に関連する組織
2020年、ニューズウィークは、アメリカ合衆国においてほぼ600の統一戦線組織を特定した。また、2023年時点でイギリスには384の統一戦線組織が存在している

### 統一戦線工作部により管理される、または関連する組織
- 全国工商業聯合会（英語版）
- 中国とグローバリゼーション研究センター（英語版）
- 中国和平統一促進会（英語版）
- 中新社
- 中国人民対外友好協会（英語版）
- 中国学生学者連合会（英語版）
- 国家宗教事務局が以前管理していた宗教団体:
  - 中国仏教協会
  - 中国道教協会
  - 中国イスラム教協会
  - 三自愛国運動（英語版）
  - 中国カトリック愛国会（英語版）
- 国家民族事務委員会

### その他の統一戦線組織
- 中国国際貿易促進委員会（英語版） (中国商務部)
- 中国国際文化交流センター（英語版） (中国国家安全部（英語版）)
- 中米研究所（英語版）

## 注
1. ↑  1945年から1966年までは「人民民主統一戦線」[1]、1966年から1978年までは「革命統一戦線」として知られていた。[2]

1. ↑  1954 Constitution, http://www.npc.gov.cn/wxzl/wxzl/2000-12/26/content_4264.htm Archived 16 August 2019 at the Wayback Machine.
2. ↑  1975 Constitution: http://www.npc.gov.cn/wxzl/wxzl/2000-12/06/content_4362.htm Archived 5 July 2018 at the Wayback Machine. ; 1978 Constitution: http://www.npc.gov.cn/wxzl/wxzl/2000-12/06/content_4365.htm Archived 29 September 2018 at the Wayback Machine.
3. ↑  “The United Front in Communist China”.  中央情報局 (1957年5月). 2017年1月23日時点のオリジナルよりアーカイブ。2020年6月9日閲覧。
4. ↑  Groot, Gerry (19 September 2016), Davies, Gloria; Goldkorn, Jeremy; Tomba, Luigi, eds., “The Expansion of the United Front Under Xi Jinping”, The China Story Yearbook 2015: Pollution (ANU Press), doi:10.22459/csy.09.2016.04a, ISBN 978-1-76046-068-6,  オリジナルの4 April 2017時点におけるアーカイブ。 2020年8月31日閲覧。
5. ↑  Joske, Alex (2020年6月9日). “The party speaks for you: Foreign interference and the Chinese Communist Party's united front system” (英語).  オーストラリア戦略政策研究所. 2020年6月9日時点のオリジナルよりアーカイブ。2020年6月9日閲覧。
6. ↑  Tatlow, Didi Kirsten (2019年7月12日). “The Chinese Influence Effort Hiding in Plain Sight”. The Atlantic. ISSN 1072-7825.  オリジナルの2019年7月17日時点におけるアーカイブ。 2020年8月31日閲覧。
7. ↑  Joske, Alex (2019年7月22日). “The Central United Front Work Leading Small Group: Institutionalising united front work” (英語). Sinopsis. 2020年5月3日時点のオリジナルよりアーカイブ。2020年8月31日閲覧。
8. ↑  Hamilton, Clive; Ohlberg, Mareike (2020) (英語). Hidden Hand: Exposing How the Chinese Communist Party Is Reshaping the World. New York: Oneworld Publications. ISBN 978-1-78607-784-4. OCLC 1150166864
9. ↑  “Uncovering China's Influence in Europe: How Friendship Groups Coopt European Elites” (英語).  戦略予算評価センター (2020年7月1日). 2020年7月16日時点のオリジナルよりアーカイブ。2020年8月8日閲覧。
10. 1 2  Li, Hongshan (2024). Fighting on the Cultural Front: U.S.-China Relations in the Cold War. New York, NY: コロンビア大学出版局. doi:10.7312/li--20704. ISBN 9780231207058. JSTOR 10.7312/li--20704
11. 1 2 3 4  Lian, Yi-Zheng (2018年5月21日). “China Has a Vast Influence Machine, and You Don't Even Know It”. ニューヨーク・タイムズ.  オリジナルの2018年5月22日時点におけるアーカイブ。 2018年5月21日閲覧。
12. ↑  Shirk, Susan L. (2022-10-18) (英語). Overreach: How China Derailed Its Peaceful Rise (1 ed.). オックスフォード大学出版局. pp. 220. doi:10.1093/oso/9780190068516.001.0001. ISBN 978-0-19-006851-6
13. ↑  Suli, Zhu (2009), Balme, Stéphanie; Dowdle, Michael W., eds., “"Judicial Politics" as State-Building” (英語), Building Constitutionalism in China (New York: Palgrave Macmillan US):  pp. 23–36, doi:10.1057/9780230623958_2, ISBN 978-1-349-36978-2
14. 1 2  Brady, Anne-Marie (2017年). “Magic Weapons: China's political influence activities under Xi Jinping”.  ウィルソン・センター. 2020年6月12日時点のオリジナルよりアーカイブ。2020年8月31日閲覧。
15. 1 2  Bowe, Alexander (2018年8月24日). “China's Overseas United Front Work: Background and Implications for the United States”.  米中経済安全保障調査委員会（英語版）. 2018年9月9日時点のオリジナルよりアーカイブ。2019年5月12日閲覧。
16. ↑  Thorley, Martin (2019年7月5日). “Huawei, the CSSA and beyond: "Latent networks" and Party influence within Chinese institutions” (英語). Asia Dialogue.  ノッティンガム大学. 2019年8月18日時点のオリジナルよりアーカイブ。2020年8月31日閲覧。
17. ↑  Groot, Gerry (2019年9月24日). “The CCP's Grand United Front abroad” (英語). Sinopsis. 2019年11月3日時点のオリジナルよりアーカイブ。2020年8月31日閲覧。
18. ↑  Slyke, Lyman P. Van (1967) (英語). Enemies and Friends: The United Front in Chinese Communist History. スタンフォード大学出版局（英語版）. ISBN 978-0-8047-0618-6. LCCN 67-26531. OCLC 1148955311. OL 5547801M
19. ↑  Clarke, Donald C. (15 November 2009). “New Approaches to the Study of Political Order in China” (英語). モダン・チャイナ（英語版） 36 (1):  87–99. doi:10.1177/0097700409347982. ISSN 0097-7004.
20. ↑  Leung, Edwin Pak-wah (16 October 2002) (英語). Historical Dictionary of the Chinese Civil War. Scarecrow Press. ISBN 978-0-8108-6609-6.  オリジナルの3 July 2023時点におけるアーカイブ。 2020年11月6日閲覧。
21. 1 2  Fedasiuk, Ryan (2022年4月13日). “How China's united front system works overseas”. The Strategist (オーストラリア戦略政策研究所).  オリジナルの2022年4月13日時点におけるアーカイブ。 2022年4月13日閲覧。
22. ↑  deLisle, Jacques (2020). “Foreign Policy through Other Means: Hard Power, Soft Power, and China's Turn to Political Warfare to Influence the United States” (英語). Orbis 64 (2):  174–206. doi:10.1016/j.orbis.2020.02.004. PMC 7102532. PMID 32292215.
23. ↑  Yoshihara, Toshi (2020). “Evaluating the Logic and Methods of China's United Front Work” (英語). Orbis (フォーリン・ポリシー・リサーチ・インスティテュート（英語版）) 64 (2):  230–248. doi:10.1016/j.orbis.2020.02.006.
24. ↑  Batke, Jessica (2023年9月28日). “Holding Sway: China's United Front Work Department, Known for Its Influence Operations Abroad, Is Even Busier at Home” (英語). ChinaFile.  アジア・ソサエティ（英語版）. 2023年10月1日閲覧。
25. ↑  Lulu, Jichang (2019年11月26日). “Repurposing democracy: The European Parliament China Friendship Cluster” (英語). Sinopsis. 2019年12月10日時点のオリジナルよりアーカイブ。2019年11月26日閲覧。
26. 1 2  Tatlow, Didi Kirsten (2023年6月29日). “Kilts and qipaos in Britain: Nearly 400 China 'United Front' Groups thrive” (英語).  オリジナルの2023年6月30日時点におけるアーカイブ。 2023年7月2日閲覧。
27. ↑  French, Paul (2012年2月4日). “China Briefing Part 3: Civil society - The land of the Gongo” (英語). Reuters. 2022年10月1日時点のオリジナルよりアーカイブ。2022年9月11日閲覧。
28. ↑  Brady, Anne-Marie (2018年10月18日). “Exploit Every Rift: United Front Work Goes Global” (英語). Center for Advanced China Research. 2022年11月23日時点のオリジナルよりアーカイブ。2023年7月19日閲覧。
29. ↑  “Inside China's secret 'magic weapon' for worldwide influence”. Financial Times. (2017年10月26日).  オリジナルの2022年12月11日時点におけるアーカイブ。 2022年8月20日閲覧。
30. ↑  “Activists call for probe into China's 'consular volunteers' network” (英語). Radio Free Asia (2023年11月24日). 2023年11月27日閲覧。
31. ↑  Stoff, Jeffrey (3 August 2020), Hannas, William C.; Tatlow, Didi Kirsten, eds., “China's Talent Programs” (英語), China's Quest for Foreign Technology (Abingdon, Oxon: Routledge):  pp. 38–54, doi:10.4324/9781003035084-4, ISBN 978-1-003-03508-4, OCLC 1153338764,  オリジナルの3 July 2023時点におけるアーカイブ。 2023年3月22日閲覧。
32. ↑  Joske, Alex; Stoff, Jeffrey (2020-08-03), Hannas, William C.; Tatlow, Didi Kirsten, eds., “The United Front and Technology Transfer” (英語), China's Quest for Foreign Technology (Abingdon, Oxon: Routledge):  pp. 258–274, doi:10.4324/9781003035084-20, ISBN 978-1-003-03508-4, OCLC 1153338764,  オリジナルの2020-11-22時点におけるアーカイブ。 2020年11月26日閲覧。
33. ↑  Fedasiuk, Ryan (2020年9月16日). “Putting Money in the Party's Mouth: How China Mobilizes Funding for United Front Work”. China Brief.  オリジナルの2020年9月17日時点におけるアーカイブ。 2020年9月16日閲覧。
34. ↑  Li-hua, Chung (2020年9月27日). “China uses Web stars for infiltration”.  オリジナルの2020年9月28日時点におけるアーカイブ。 2020年9月27日閲覧。
35. ↑  Rotella, Sebastian (2023年7月12日). “Outlaw Alliance: How China and Chinese Mafias Overseas Protect Each Other's Interests”. ProPublica.  オリジナルの2023年7月12日時点におけるアーカイブ。 2023年7月12日閲覧。
36. ↑  Cooper, Sam (2022-06-08) (英語). Wilful Blindness: How a network of narcos, tycoons and CCP agents infiltrated the West. Optimum Publishing International. ISBN 978-0-88890-330-3
37. ↑  Cooper, Sam (2020年4月30日). “United Front groups in Canada helped Beijing stockpile coronavirus safety supplies”. Global News.  オリジナルの2020年4月30日時点におけるアーカイブ。 2020年5月14日閲覧。
38. ↑  Prasso, Sheridan (2020年9月17日). “China's Epic Dash for PPE Left the World Short on Masks: The humanitarian campaign saved lives but has made foreign governments wary of the long reach of the organizer, the Communist Party's United Front.”. Bloomberg Businessweek.  オリジナルの2022年12月26日時点におけるアーカイブ。 2020年9月23日閲覧。
39. ↑  “Opinions on Strengthening the United Front Work of Private Economy in the New Era”.  オリジナルの2020年10月19日時点におけるアーカイブ。 2020年9月15日閲覧。
40. ↑  Areddy, James T. (2024年10月21日). “How Beijing Recruited New York Chinatowns for Influence Campaign”. The Wall Street Journal.  オリジナルの2024年11月7日時点におけるアーカイブ。 2024年10月21日閲覧。
41. ↑  Wong, Kennedy Chi-Pan (2024-08-06). “Sowing Hate, Cultivating Loyalists: Mobilizing Repressive Nationalist Diasporas for Transnational Repression by the People's Republic of China Regime”. American Behavioral Scientist. doi:10.1177/00027642241267931. ISSN 0002-7642.
42. ↑  Mahtani, Shibani; Kelly, Meg; Brown, Cate; Cadell, Cate; Nakashima, Ellen; Dehghanpoor, Chris (2024年9月3日). “How China extended its repression into an American city”. The Washington Post.  オリジナルの2024年9月4日時点におけるアーカイブ。 2024年9月5日閲覧。
43. 1 2  Joske, Alex (2022). “Nestling spies in the united front”. Spies and Lies: How China's Greatest Covert Operations Fooled the World. Hardie Grant Books. pp. 24–39. ISBN 978-1-74358-900-7. OCLC 1347020692
44. ↑  Eckert, Paul (2024年11月3日). “What is China’s United Front and how does it operate?”. Radio Free Asia.  オリジナルの2024年11月12日時点におけるアーカイブ。 2024年11月3日閲覧。
45. ↑  Faligot, Roger (June 2019) (英語). Chinese Spies: From Chairman Mao to Xi Jinping. Oxford University Press. pp. 182. ISBN 978-1-78738-096-7. OCLC 1104999295
46. ↑  Tatlow, Didi Kirsten (2020年10月26日). “600 U.S. Groups Linked to China Communist Party Influence Effort” (英語).  オリジナルの2020年11月21日時点におけるアーカイブ。 2023年7月2日閲覧。